# Cornelia Ecker

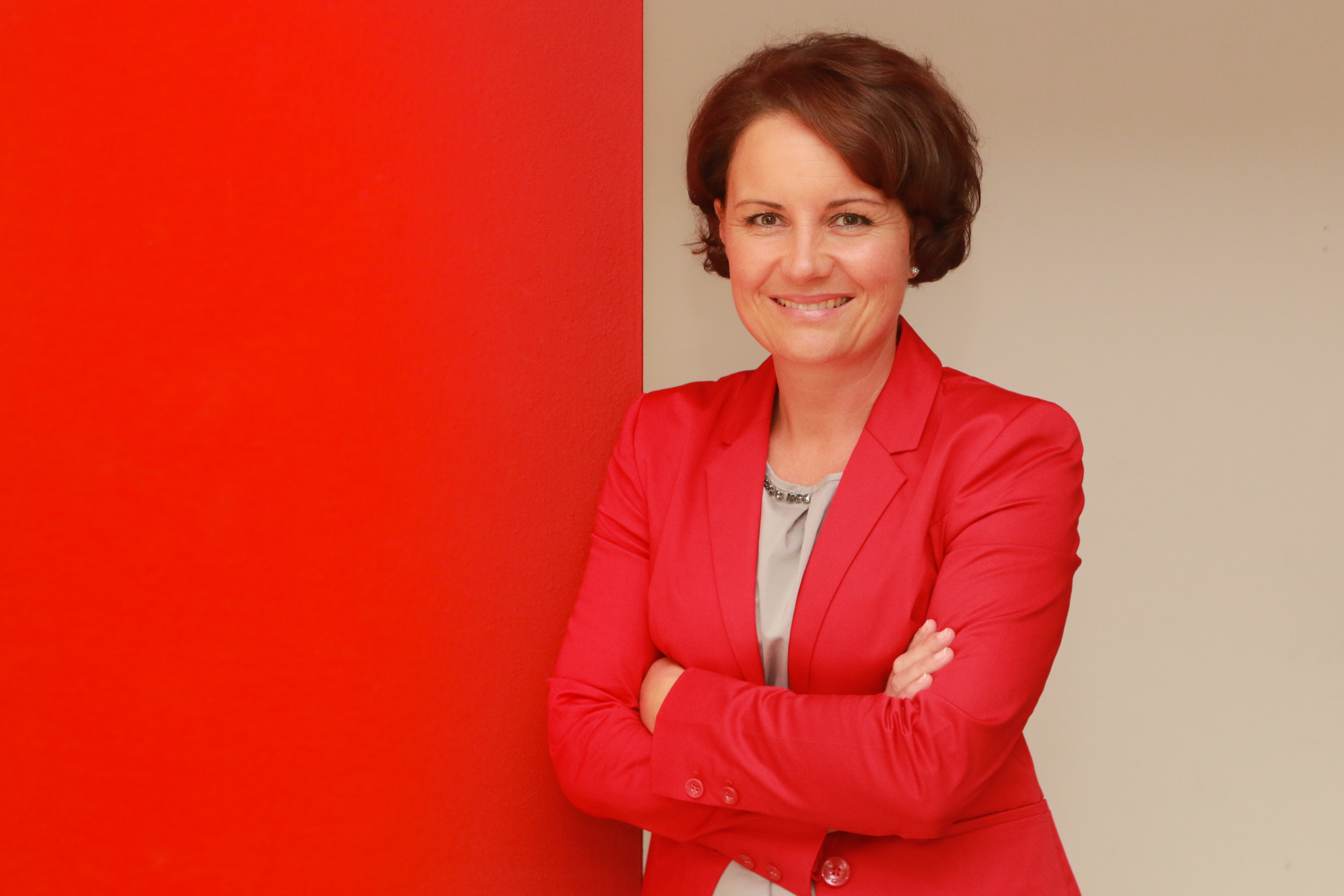
Cornelia Ecker (2014)

Cornelia Ecker (* 27. Februar 1976 in Salzburg, Salzburg) ist eine österreichische Politikerin (SPÖ). Ecker war von Oktober 2013 bis September 2023 Abgeordnete zum österreichischen Nationalrat und ist seit 2023 Bürgermeisterin der Salzburger Gemeinde Bürmoos.

## Leben
Nach Besuch der Volksschule Bürmoos (1982–1986) und der Hauptschule ebendort legte Cornelia Ecker im Jahr 1995 die Matura an der Handelsakademie in Oberndorf bei Salzburg ab. Anschließend organisierte sie zwischen 1996 und 1999 Geschäftsreisen für das Reisebüro Kuoni. Sie ist 2013 Geschäftsführerin der Firma „Biohofmetzgerei Hainz GmbH“ in Bürmoos und zu 49 % Gesellschafterin. Die Firma betätigt sich als Marktfahrer und auch als Großhändler für Fleisch.
Ihre ersten politischen Erfahrungen sammelte Ecker ab 2004 als Mitglied der Gemeindevertretung von Bürmoos. Seit 10. Oktober 2009 ist sie auch Mitglied des Landesparteivorstandes sowie dem Landesparteipräsidium der SPÖ Salzburg, seit 2012 auch des Bezirksparteivorstandes der SPÖ Salzburg-Umgebung. Seit 14. Juni ist sie stellvertretende Ortsparteivorsitzende in der Gemeinde Bürmoos. Weiters ist sie Mitglied des Aufsichtsrates der Jugend am Werk GmbH, die sich auf die Vermarktung von Flüchtlingsquartieren spezialisiert hat. Sie ist Vizepräsidentin des Salzburger Wirtschaftsverbandes.
Ab dem 29. Oktober 2013 war Cornelia Ecker Abgeordnete zum österreichischen Nationalrat. Im Juli 2023 verabschiedete sie sich aus diesem, mit 19. September 2023 legte sie ihr Mandat zurück. Für sie rückte Michaela Schmidt nach.
Seit Ende Juni 2023 ist sie Bürgermeisterin der Gemeinde Bürmoos.